# Маяри
В творчеството на  Дж. Р. Р. Толкин и по-специално цикълът творби за Средната земя, Маярите са раса, подобно на хората, елфите, хобитите, орките и др. Маярите се появяват още при сътворението на Арда, когато Еру Илуватар създава първите същества – Айнурите – безсмъртни духове, които могат да се съпоставят с ангелите и архангелите в христианството. Тези същества се разделят на Валари – най-висшите духове, надарени с най-голяма сила, мъдрост и умения и маярите – техни слуги и помощници – духове с по-нисък ранг и съответно с по-малка власт от тях. Чрез тяхната песен и по волята на Еру е създаден светът – Арда. В повечето случаи към всеки валар служи по един маяр, но понякога един маяр може да служи на няколко валари. Точният брой на маярите не е уточнен никъде, а в творчеството на Толкин се споменават само някои от тях – онези, които имат пряка роля в събитията в Арда. Подобно на валарите и маярите могат да избират физическата си форма.

## Описание
Толкин пише, че майарите са „духове, чието съществуване е започнало преди сътворението на света, от същия вид като Валарите, но по-нисши“. Маярите се свързват с определен валар или валиера, например Осе е създаден за своя господар Улмо, а Курумо, който става известен в Средната земя като Саруман, е маяр – помощник и слуга на Ауле Творецът. Един от маярите, известен в древни времена като Майрон, също е бил слуга на Ауле, преди да бъде покварен от Мелкор и се превръща в Саурон, главният антагонист на Властелинът на пръстените. Като слуга на Ауле, Саурон е сред най-изкусните ковачи и използва тези знания, за да създаде Единствения пръстен и чрез него да придобие власт над другите пръстени. 
От друга страна, маяри като Олорин и Мелиан развиват дълбока връзка с множество валари и валиери. Тъй като маярите са духове (ангели) те притежават значителна сила, мъдрост и умения и могат да се скитат по света невидими или да придобиват физическа форма, например като елфи или други същества. Тази физическа форма (която те “надяват“ или “намятат“ върху себе си), наречен фанар на Куеня, може да бъде унищожена, но духът им – не. Майарите приемат видима форма срявнително рядко и поради тази причина много малко от тях имат имена на езиците си и елфите.

## Добри маяри
Сред маярите най-могъщ е Еонве – вестител на волята на Манве и пръв войн сред маярите. Илмаре (маяр) е помощничка на Варда, а Осе е васал на валарът Улмо, а негова съпруга е Уинен.  Варда поверила слънцето на маярът Ариен, а на маярката Тилион - луната. Повечето маяри, известни на хората от средната земя спадат към ордена на Истарите. Хората в Средната земя, с няколко изключения, не знаят нищо за произхода на истарите, които те наричат Вълшебници, заради необичайните им умения, знание и дълбока мъдрост. Истарите са маяри, изпратени от Аман на Средната земя през Третата епоха за да помогнат на хора и елфи в борбата им със Саурон. Това са Петимата вълшебници: Олорин, известен сред елфите като Митрандир, а от хората – Гандалф, Курумо, наричан от елфите Курунир, а от хората – Саруман, Айвендил, известен като Радагаст Кафявия, и Алатар и Паландо, чиито имена в Средната земя не са известни. 
Мелиан също е маяр , която дълго обитава градините на Лориен (във Валинор, да не се бърка с Лориен в Средната земя), където първоначално служи едновременно на Вана и Есте. Мелиан има дарба да да вижда бъдещото. След като напуска Лориен се омъжва за крал Елве Синголо (Елу Тингол, Крал Сивоплащ) и се установила в Дориат в Средната земя. За да предпази земите от Моргот, тя обгръща Дориат с невидим пояс – Поясът на Мелиан. Лутиен, нейна дъщеря е наполовина маяр и има умения, неприсъщи за елфите – с магическата си песен може да омае и приспи всяко живо същество, както и самият Моргот.

## Зли маяри
Маярите, попаднали под покварата на Мелкор се превръщат в зли същества и някои от тях възприемат форма, съвсем различна от тази на елфи или хора. Най-известен пример за това е Саурон, който векове е бил слуга и маяр на Ауле, придобивайки огромна сила и знания. Той е сред първите маяри, покварени от Мелкор и се превръща в онова същество, което отпосле става известно като Саурон, наричан още Гортаур жестокия. В този облик Саурон е на страшен и зъл владетел, а господството му е водено от страх и ужас. Преди да изгуби телесната си форма преди падението на Нуменор, се явява пред нуменорците като Анатар – мъдър и благ маяр, който уж иска да поправи сторените от него злини. След падението на Нуменор завинаги загубва способността си да приема физическа форма и до края на съществуването си в Средната земя е в облик на мрачен владетел.  
Балрозите (ед.ч. балрог) някога са били маяри. След като са покварени от Мелкор те приемат форма на огромни огнени същества – страховити и смъртоносни, въоръжени с огнени камшици. Макар голяма част от тях да са унищожени по време на Войната на гнева, някои от тях успяват да се укрият. Не е ясно колко балрози са оцелели, но един от тях е случайно открит и “събуден“ от джуджетата, докато копаят дълбоко за митрил. Този балрог е убит (физическата му форма) от друг маяр (в човешки облик) – Гандалф, чиято физическа форма също е унищожена в битката. Самият Гаkдалф предупреждава Арагорн и Боромир да не се захващат с балрога, защото "важите оръжия са безсилни срещу него". И въпреки че историята помни случай на победен барлог от елфически княз (Eктелион побеждава Готмог, а после същото постига човешкият крал Хурин), явно е че балрогът е с огромна сила. Духът на Гандалф за кратко остава без физическа форма, но е върнат след това, за да довърши задачата си в Средната земя. 

## Предпологаеми Маяри
Някои същества в творчеството на Толкин притежават умения, които подтикват към размисли и спорове дали не са с маярски произход. Едно от тези същества е Беорн. Макар да липсват каквито и да е категорични доказателства в подкрепа или отхъврляне на възможната маярската принадлежност на Беорн е сигурно следното: Явана, разтревожена за съдбата на флората (най-вече) и фауната, която няма да може да се брани от оръжията на елфи, хора, джуджета и орки, получава видение-наставление чрез Манве, в което известява, че ще изпрати добри духове от всички краища на света, които да се грижат за растенията и животните, „поне докато Първородните са в своя разцвет, а Младите (Хората) още са неразумни“.  Тези добри духове са наречени "пастири на дърветата".  Наистина - с това прозвище са наречени ентите. А песничката за тях подказва, че са се появили съвсем в началото, дори преди хората.
Узнай сега науката за Живите създания!
Отпърво четири, свободните народи:
най-стари са на елфите чедата;
джудже копач из мрака обитава;
ент земероден, стар като гранита;
човекът смъртен, властелин на коня…
Въпреки това е съвсем възможно да е имало и други маяри, които са се грижили за растенията и животните. Факт е, че Беорн познава добре Радагаст и е в много добри отношения с него. Радагаст е маяр с дълбоки знания за животните и растенията. Също така Беорн се превръща в мечка, вие срещу луната (символ на Явана) и жадува да се върне "там"

За Кучето Хуан също се дискутира дали не е маяр, макар никъде да не се споменава подобно нещо. Във всеки случай Хуан не е обикновено куче – родено е в Блаженото кралство и, като всички кучета родени там, то е безсмъртно.  
"Във Валинор живяха псета, със сребърни каишки... пъргаво  търчаха. Безбройни кучета  на запад в лесовете. Безсмъртни бяха тези псета:.". 
Макар кучето Хуан или Кархарот – вълк и слуга на Саурон, както и други същества създадени в древни времена да притежават сили и умения далеч надхвърлящи тези на обикновените, не могат и не бива да бъдат разглеждани непременно като потенциални маяри. В тази връзка конят на Еорл – Фелароф, Сенкогрив, великите орли и много други “благородни“ същества (или зли такива) също могат да попаднат под тази спекулация, най-малкото защото могат да говорят. Взимайки предвид описанието на маярите, тяхната принадлежност и цели не би било редно всяко същество със свръхестествени сили да бъде раглеждано като потенциален маяр. В творчеството на Толкин в почти всяка животинска раса съществуват представители, които притежават способности нетипични за тях. Нерядко тези специфични представители са достигнали до тези си способности с помощ от елфи или други народи – Леголас разказва как елфите са научили Ентите на говор. (От думите на Дървобрад обаче излиза, че не е точно тъй - елфите са научили ентите на своя език, но те самите са научили дървесния език, който е съществувал отпреди това. ) Валарите пък изпращат в Срадната земя представители на животински раси – своеобразни водачи на животинския си вид, за да им помогнат в борбата със злото. Тези представители са  животни, отраснали във Валинор и поради тази причина притежават съвсем различни качества, като да говорят с човешки език. Не е ясно обаче дали тези "свръхживотни" не са някакви маяри. Във всеки случай ако са - това не е указано ясно.
Главна подкрепа на спекулациите за маярите е определението, че “злото не може да създава, а само да покварява“ (the evil cannot create, it can only corrupt), тоест всяко зло същество в Средната земя е произлязло от добро. Това твърдение е частично вярно, защото Мелкор – първичното зло в Арда не е покварено от никого. Освен това много могъщи и древни същества, например Унголиант (или Корубана) са създадени без да принадлежат към никоя група. Унголиант, например, е древен дух на тъмнината и нощта на име Мору и не служи никому и, макар да помага на Мелкор, то е защото го прави заради постигане на собствени цели. Толкин не дава никаква информация за нейния произход и според това, че Унголиант съществува още преди света може да се допусне, че е маяр без това да е задължително вярното.